# Villalet
Villalet – miejscowość i dawna gmina we Francji, w regionie Normandia, w departamencie Eure. W 2013 roku jej populacja wynosiła 93 mieszkańców. 
1 stycznia 2016 roku połączono dwie wcześniejsze gminy: Sylvains-les-Moulins oraz Villalet. Siedzibą gminy została miejscowość Sylvains-les-Moulins, a nowa gmina przyjęła jej nazwę. 